# Râul Valea Calului, Someș
Râul Valea Calului este un curs de apă, afluent al râului Fiad. 